# Portus (nederzetting)
Een portus was in de middeleeuwen de benaming voor een handelsnederzetting. Hoewel het woord teruggaat op het Latijnse woord portus, dat letterlijk "haven" betekent, moeten we het woord in een vroegmiddeleeuwse (7e-11e eeuw) context niet zien als een haven als dusdanig, maar eerder als een pre-stedelijke nederzetting met een aanlegplaats, gelegen aan een rivier, waar handel werd gedreven.
Van deze betekenis van het woord portus is ook het latere begrip poorter afgeleid, wat "burger" of "stadsbewoner" betekent. De etymologische herkomst van het woord poorter staat dus los van het feit dat poorters "binnen de stadspoorten" woonden.
Porti ontstonden vaak in de nabijheid van een burcht of een abdij, waar de handelslieden enerzijds bescherming vonden, maar anderzijds ook commerciële mogelijkheden.